# Werner Mangold (Fußballspieler)
Werner Mangold (* 19. September 1934) ist ein ehemaliger deutscher Fußballspieler und -trainer.

## Spielerkarriere
Werner Mangold spielte ab 1954 für die erste Mannschaft des 1. FC Kaiserslautern – zunächst in der Oberliga Südwest, damals mit vier weiteren Staffeln die höchste deutsche Spielklasse. 1955, 1956, 1957, 1958 und 1963 nahm er mit den „Roten Teufeln“ an der Endrunde um die deutsche Meisterschaft teil und brachte es dabei auf 20 Einsätze. 1955 erreichte Mangold mit seiner Mannschaft das Finale, was jedoch gegen Rot-Weiss Essen mit 3:4 verloren ging. Auch nachdem 1963 die Bundesliga die Oberligen als erste Liga ablöste stand Mangold im Kader des FCK und kam dort bis 1966 zu 50 Einsätzen (ein Tor). Danach wechselte er ins 15 km von Kaiserslautern entfernte Alsenborn und spielte für den aufstrebenden SV Alsenborn. Der Verein war zuvor von der A-Klasse bis in die damals zweitklassige Regionalliga Südwest aufgestiegen. In seiner zweiten Alsenborner Saison, 1967/68, holte sich die Mannschaft von Trainer Otto Render und Berater Fritz Walter erstmals die Meisterschaft im Südwesten. In der Hinrunde war Mangold noch aktiv, in der Rückrunde sowie in der Aufstiegsrunde gehörte er nicht mehr der Mannschaft an. Insgesamt hat er für den SVA 36 Regionalligaspiele absolviert und dabei drei Tore erzielt. Im Sommer 1968 beendete er seine Spielerlaufbahn.
Später war er noch für die FCK-Traditionsmannschaft und für die „Stadtratself“ am Ball.

## Trainerkarriere
Der Mann aus Kaiserslautern übernahm zur Runde 1968/69 das Traineramt beim FC Bayern Hof in der Fußball-Regionalliga Süd, wo er auch noch 1969/70 tätig war. Danach zog es ihn wieder in den heimischen Südwesten und er übernahm ab der Runde 1970/71 den TuS Neuendorf in der Regionalliga Südwest. Bis 1973 übte er bei den blau-schwarzen im Stadion Oberwerth das Traineramt aus. In der letzten Saison der alten zweitklassigen Regionalliga, 1973/74, war er Trainer beim SV Alsenborn.
Ab 1977 arbeitete Mangold als Trainer der Amateure des 1. FC Kaiserslautern und war Co-Trainer des Profiteams während Karl-Heinz Feldkamps erster Amtszeit.
Zur Saison 1980/81 wurde Mangold als neuer Trainer beim VfR Heilbronn vorgestellt. Zielvorgabe war der Klassenerhalt in der drittklassigen Oberliga Baden-Württemberg. Dieser wurde schließlich erreicht. Es folgte ein schlechter Saisonstart in die Folgesaison und Kritik aus der Mannschaft an Mangolds taktischer Kompetenz und seinen Trainingsmethoden. Zudem musste Werner Mangold ab Oktober 1981 wegen einer Knie-Operation die Trainerarbeit vorübergehend ruhen lassen. Interimstrainer Martin Kübler führte das Team wieder zum Erfolg, sodass man beschloss ihn auch langfristig als Trainer zu beschäftigen. Mangold wurde daher am Ende der Vorrunde entlassen. Es folgte ein arbeitsgerichtlicher Prozess um die Gehaltsfortzahlung, der mit einem Vergleich endete.

## Statistik
| Liga                                   | Spiele (Tore) |
| -------------------------------------- | ------------- |
| Bundesliga (I)                         | 050 (1)       |
| Oberliga (I)                           | 167 (5)       |
| Wettbewerb                             |               |
| Endrunde um die Deutsche Meisterschaft | 020 (1)       |
| DFB-Pokal                              | 06 (0)        |